# Дизасортативне спарювання
Дизасортативне спарювання (також відоме як негативне асортативне спарювання або гетерогамія) — це модель спарювання, за якої особини з несхожими фенотипами спаровуються один з одним частіше, ніж можна було б очікувати при випадковому спарюванні. Дизасортативне спарювання зменшує середню генетичну подібність у популяції та створює більшу кількість гетерозигот. Патерн є характерним, але не впливає на частоти алелів. Ця невипадкова модель спаровування призведе до відхилення від принципу Харді-Вайнберга (який стверджує, що частоти генотипів у популяції залишатимуться постійними від покоління до покоління за відсутності інших еволюційних впливів, таких як «вибір партнера» у цьому випадку).
Дизасортативне спарювання відрізняється від аутбридингу, який відноситься до моделей спарювання по відношенню до генотипів, а не до фенотипів.
Через гомотипні переваги (упередження до одного типу) асортативне спарювання відбувається частіше, ніж дизасортативне спарювання. Це пов’язано з тим фактом, що однотипні переваги збільшують спорідненість між партнерами та між батьками та нащадками, що сприятиме співпраці та підвищує інклюзивну придатність. При диссортативному спарюванні гетеротипні переваги (упередження до різних типів) у багатьох випадках, як було показано, підвищують загальну придатність. Коли ця перевага є перевагою, це дозволяє популяції створювати та/або підтримувати поліморфізм (генетичні варіації в популяції).
Аспект переваг дизасортативного парування щодо підвищення придатності здається зрозумілим, але еволюційні сили, які впливають на розвиток цього типу парування, залишаються здебільшого невивченими в природних популяціях.

## Види диссортативного спарювання
Імпринтинг є одним із прикладів диссортативного спарювання. Модель показує, що індивіди накладають відбиток на генетично передану ознаку під час раннього онтогенезу, а вибагливі самки пізніше використовують ці образи батьків як основу вибору партнера. Ознака, що знижує життєздатність, може зберігатися навіть без витрат на плодючість, пов’язаних зі спаровуванням одного типу. За допомогою імпринтингу можна встановити перевагу, навіть якщо спочатку це рідко, коли існує вартість фертильності однотипних спаровувань.
Одним із незвичайних типів дизасортативного спаровування є те, що самки віддають перевагу рідкісним (або новим) чоловічим фенотипам. Дослідження на гуппі, Poecilia reticulata, показало, що перевага самки була достатньою для збереження поліморфізму чоловічих ознак. Цей тип вибору партнера показує, що дорогі переваги можуть зберігатися на вищих частотах, якщо вибір партнера перешкоджає, що дозволить алелям наблизитися до фіксації.

## Ефекти
Дезасортативне спарювання може призвести до збалансованого відбору та підтримки високої генетичної варіації в популяції. Це пов’язано з надлишком гетерозигот, які утворюються в результаті диссортативного спарювання порівняно з популяцією випадкового спарювання.

## У людей
Найвідомішим прикладом дизасортативного спарювання у людей є перевага генів у ділянці головного комплексу гістосумісності (MHC) у хромосомі 6. Людей більше приваблюють запахи людей, генетично відмінних у цьому регіоні. Це сприяє гетерозиготності MHC у дітей, роблячи їх менш вразливими до патогенів.

## У нелюдських видів
Докази досліджень щодо забарвлення метеликів Heliconius свідчать про те, що дизасортативне спарювання більш імовірно виникає, коли фенотипові варіації базуються на самопосиланні (перевага партнера залежить від фенотипу особини, яка обирає, тому домінування у стосунках впливає на еволюцію дизасортативного спарювання).
У равликів виду Amphidromus inversus було виявлено дизасортативне спарювання, пов’язане з ознакою симетрії тіла. Зазвичай равлики з протилежною спіраллю рідко спаровуються з особинами зі стандартною спіраллю. Однак дослідження показали, що в цьому виді спаровування між особинами з протилежними напрямками спіралей відбувається досить часто. Кажуть, що хіральність сперматофора та репродуктивного тракту самки мають більше шансів на створення потомства. Цей приклад дизасортативного спаровування сприяє поліморфізму в популяції.
У лускоїдних хижих риб, Perissodus microlepis, дизасортативне спарювання дозволяє особинам із рідкісним фенотипом напрямку відкривання рота досягти кращого успіху як хижаки.
Хатні миші проводять дизасортативне спаровування, оскільки віддають перевагу партнерам, генетично відмінним від них самих. Зокрема, профілі запаху у мишей тісно пов’язані з генотипами в локусах MHC, що контролюють зміни в імунній відповіді. Коли утворюється MHC-гетерозиготне потомство, це підвищує їх імунокомпетентність через їх здатність розпізнавати широкий спектр патогенів. Таким чином, миші, як правило, надають перевагу «хорошим генам» своїм нащадкам, щоб вони спаровувалися з особинами з відмінностями в локусах MHC.
Було показано, що у мухи морських водоростей, Coelopa frigida, гетерозиготи в локусі алкогольдегідрогенази (Adh) виражають кращу пристосованість завдяки вищій щільності личинок і відносній життєздатності. Самки демонстрували диссортативне спаровування щодо локусу Adh, оскільки вони спаровувалися лише з самцями протилежного генотипу Adh. Є підозри, що вони роблять це для підтримки генетичної варіації в популяції.
Білогорлі горобці, Zonotrichia albicollis, віддають перевагу сильній дизасортативній шлюбній поведінці щодо кольору смуги на голові. Єдиний локус, який контролює цю експресію, спостерігається лише у гетерозигот. Крім того, гетерозиготне розташування хромосоми 2 в результаті дизасортативного спарювання породило потомство з високою агресивністю, яка, як показано, є соціальною поведінкою, яка дозволяє їм домінувати над своїми опонентами.